# Bajo Rin
El Bajo Rin (67; en francés Bas-Rhin, en alsaciano Unt'relsass) es un departamento de Francia, administrativamente dependiente de la región de Alsacia, con capital administrativa en Estrasburgo. El 1 de enero de 2021, esta comunidad se fusionó con el Alto Rin para formar la Colectividad Europea de Alsacia.
El departamento de Bajo Rin limita al sur con el del Alto Rin y al oeste con los de Vosgos, Meurthe y Mosela y Mosela. Al norte y al este está contorneado por el río Rin y la frontera con Alemania.

## Geografía física y humana

### Descripción del medio físico
El departamento del Bajo Rin ocupa la parte norte de la región de Alsacia, que se extiende de norte-sur a lo largo de la fosa renana superior, encastrado entre el propio río Rin al este y la cordillera de los Vosgos al oeste.

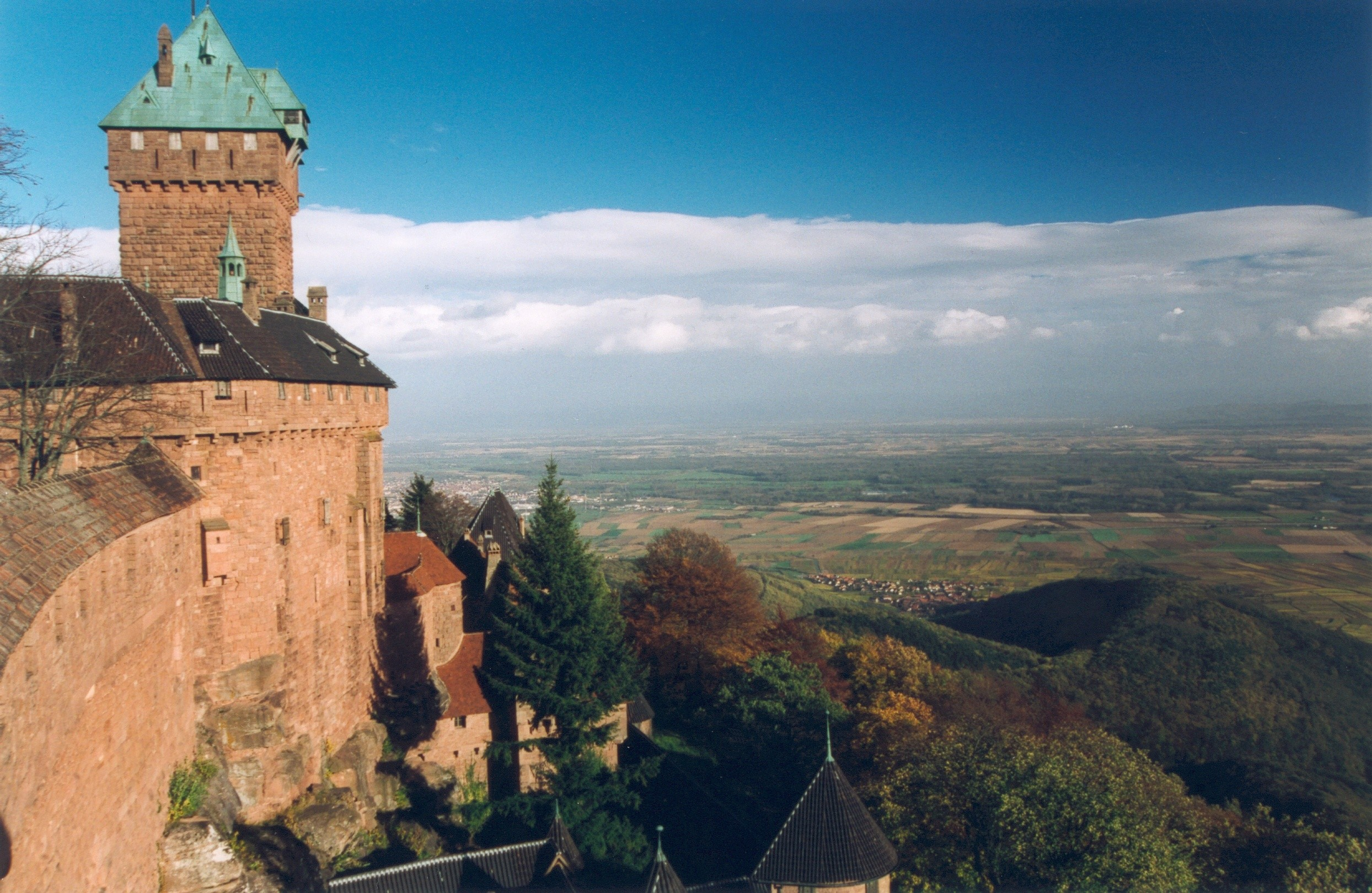
Vista de la Plaine d'Alsace en la proximidad de Sélestat, en el departamento del Bajo Rin, desde el Castillo del Haut-Kœnigsbourg en Alsacia.

La Llanura de Alsacia (Plaine d'Alsace) sobre la que el Bajo Rin se asienta, es un área de aluvión sedimentario arenoso cubierto de masas forestales en retroceso por los cultivos. Parcialmente, la planicie también se cubre de lechos de tipo cuarzo-calcáreo y arcillas, composiciones que favorecen la explotación agrícola de cereales y la especializada (coles, lúpulo, etc.).
Al oeste del departamento, la cordillera de los Vosgos presenta en su vertiente orientada al este, con abundancia de suelos calcáreos propicios al cultivo de la vid y a los árboles frutales. 
En su parte más al norte, junto a la frontera con Alemania y la región de Lorena, en un área conocida como la Alsace Bossue se encuentra el Parque Nacional de los Vosgos del Norte, una de las reservas de la biosfera según la clasificación de la Unesco.

### Clima
El clima dominante del Bajo Rin es, como en el resto de la región, de tipo semicontinental, con una fuerte amplitud térmica anual. Los veranos son calurosos y los inviernos fríos, concentrándose las lluvias principalmente en el verano y el otoño.

### Demografía
El Bajo Rin es un departamento densamente poblado. Sus habitantes representan casi las 2/3 partes de la población total de la región de Alsacia y se concentran ante todo en torno al área urbana de Estrasburgo. 
Siendo el departamento más habitado de la ya de por sí región más pequeña de Francia, la fuerte presión demográfica urbana resultante incide en dificultades en el mercado de la vivienda y en la saturación del espacio para fines sociales disponibles.
Según el censo estimado por el INSEE del 1 de enero de 2004, la población total del Bajo Rin se eleva a 1.562.432 personas, lo que representa aproximadamente 2/3 de la población total de Alsacia.
| 1906    | 1911    | 1921    | 1926    | 1931    | 1936    | 1946      |
| ------- | ------- | ------- | ------- | ------- | ------- | --------- |
| --      | --      | 651.686 | 670.985 | 688.242 | 711.830 | 673.281   |
| 1954    | 1962    | 1968    | 1975    | 1982    | 1990    | 1999      |
| 707.934 | 770.150 | 827.367 | 882.121 | 915.676 | 953.053 | 1.026.120 |

La población se concentra en aproximadamente un 45% dentro del límite de las localidades que componen la Comunidad Urbana de Estrasburgo, CUS (451.240 habitantes según el censo oficial de 1999), siendo la propia Estrasburgo (501.393 ha) y las comunas de Schiltigheim (30.841 ha) e Illkirch-Graffenstaden (23 815 ha) los núcleos más poblados.
Tras la CUS, los siguientes núcleos poblacionales son mucho más pequeños comparativamente en número de habitantes: Haguenau (32.242 ha) y Sélestat (17.179 ha).
Para una superficie de 4.755 km², la densidad de población del Bajo Rin (223 hab./km²) es superior al doble de la media nacional de Francia (111 hab./km²).

## Historia
El departamento fue creado en la Revolución Francesa.
El 14 de enero de 1790, la Asamblea nacional constituyente decretó:  « — Que Alsacia será dividida en dos departamentos de los cuales Estrasburgo y Colmar seran sus capitales ; — Que el departamento de Estrasburgo será subdividido en tres distritos [...] ; — Que las tierras de los príncipes alemanes, les terres des princes allemands, poseídas por la soberanía de Francia, serán comprendidas en la división de los distritos ; — Que Landau, enclavado en el Palatinado, tendrá una justicia particular [...] ».
El 4 de marzo de 1790 en aplicación de la ley del 22 de diciembre de 1789, a partir de la mitad norte de la provincia de Alsacia (Baja-Alsacia)
Los límites del Bajo-Rin fueron modificados numerosas veces.
- 1793 : absorbe los siguientes territorios, nuevamente anexionados por Francia :

- El condado de Sarrewerden
- El condado de Drulingen
- El señorío de Diemeringen
- El señorío de Asswiller, dominio de la familia Steinkallenfels
- Diversos municipios del Palatinado

- 1795 : la región de Schirmeck - que no hablaba alsaciano - fue retirado (distrito de Sélestat) y unido a los Vosgos (distrito de Senones) ;
- 1808 : de los territorios al este del Rin fueron unidos, en particular la ciudad de Kehl ;
- 1814 : seguidamente al primer tratado de París, gana territorios al norte de Lauter, provenientes del antiguo departamento del Mont-Tonnere, especialmente la ciudad de Landau, pero perdió todos los territorios al este del Rin.
- 1815 :  seguidamente al segundo tratado de París, pierde todos los territorios al norte de Lauter y el departamento es ocupado por las tropas badoises y sajonas de junio de 1815 a noviembre de 1818.
- 1871 : fue enteramente anexionado por Alemania (tratado de Fráncfort) y se transformó entonces al Bezirk Unterelsass en el seno del Reichsland Elsaß-Lothringen.
- 1919 : vuelve a ser francés (tratado de Versalles) y recuperó los territorios que Alemania había tomado en el departamento de Vosgos en 1871 (canton de Schirmeck y canton de Saales).
- 1944 : la ciudad de Kehl es de nuevo anexionado antes de ser devuelto a la RFA en 1953.
- 1949 : en Londres, diez Estados votan el tratado instituyente del « Consejo de Europa » escogiendo por unanimidad Estrasburgo para la sede del mismo.
- 1950 : creación en Estrasburgo de la Comisión y la Corte de los Derechos Humanos.
- 1952 : creación en Estrasburgo de la Asamblea de la Comunidad Europea del Carbón y del Acero, ancestro del actual Parlamento Europeo.
- 1969 : instituto de los Derechos del Hombre por René Cassin.
- 2021: esta comunidad se fusionó con el Bajo Rin para formar la Colectividad Europea de Alsacia.

## Turismo
- Centro histórico de Estrasburgo, Patrimonio Unesco de la Humanidad (1988)